# Degenerovaný polovodič
Degenerovaný polovodič (někdy se označuje jako silně dotovaný polovodič) je příměsový polovodič, který obsahuje nadměrné množství příměsového prvku. Po tomto předotování má výsledný polovodič tolik volných nosičů náboje, že ztrácí většinu vlastností polovodiče a jeho chování se blíží elektrickým vodičům.
Koncentrace příměsi, kdy se polovodič stává degenerovaným, je velmi přibližně 1017 cm−3 (tj. 1023 m−3 nebo jinak 1023 atomů příměsi v 1 m3 polovodiče).

## Typy degenerovaných polovodičů
Degenerované polovodiče se označují obdobně jako příměsové (nedegenerované) polovodiče s přidaným znaménkem „plus“:
- P+ – polovodiče typu P – např. křemík s příměsí boru – s nadměrným množstvím příměsového prvku
- N+ – polovodiče typu N – např. křemík s příměsí arsenu – s nadměrným množstvím příměsového prvku